# サブ・カルチャー
「サブ・カルチャー」（Sub-culture）は、イギリスのバンド、ニュー・オーダーが1985年に発表したヒット曲である。

## 概要
アルバム『ロウ・ライフ』から2枚目のシングルカット作品である。シングル・ヴァージョンではアルバム・ヴァージョンに女性コーラスを加えてさらにポップ度を高めた曲作りになっている。シングルでは共作者兼プロデューサーとしてジョン・ロビーが名を連ねている。
ファクトリー・レコードのカタログ番号はFAC 133。全英チャートで63位を記録。
この曲自体は、プロモーションビデオは製作されていない。

## 12インチシングル収録曲
- Side-A サブ・カルチャー Sub-culture - 7:26
- Side-B ダブ・ヴァルチャー Dub-vulture - 7:57
  - カップリング曲の「ダブ・ヴァルチャー」は「サブ・カルチャー」のダブ・ヴァージョンである。
  - 日本では当時ファクトリー・レコードの販売を行っていた日本コロムビアより12インチシングルとしてリリースされた。収録曲は日本国外盤と同じである。

## チャート
| チャート（1985年）               | 最高順位 |
| -------------------------------- | -------- |
| イギリス（全英シングルチャート） | 63       |